# Péry-La Heutte
Péry-La Heutte – gmina (niem. Einwohnergemeinde) w północno-zachodniej Szwajcarii, w kantonie Berno, w regionie administracyjnym Berner Jura, w okręgu Berner Jura. 31 grudnia 2022 roku liczyła 1960 mieszkańców. Powstała 1 stycznia 2015 z połączenia gminy La Heutte z gminą Péry.

## Demografia
Na dzień 31 grudnia 2020 obcokrajowcy stanowili 17,7% ogółu mieszkańców.

## Transport
Przez teren gminy przebiega autostrada A16 oraz droga główna nr 6.